# Drusus Caesar

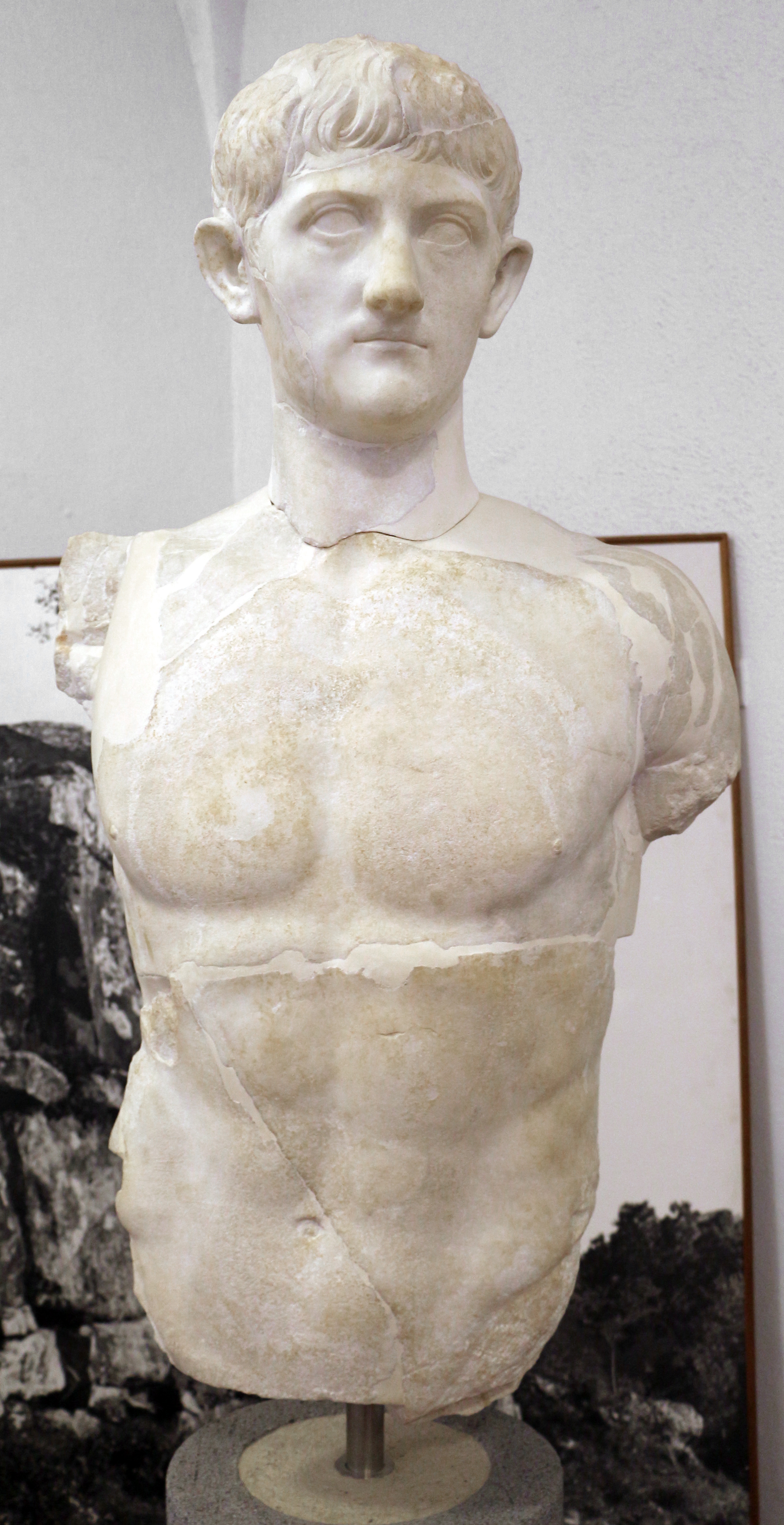
Drusus Caesar

Drusus Iulius Caesar (* 7 oder 8; † 33) war ein römischer Patrizier aus der Familie der Julier. Er war der zweite Sohn des Germanicus und der älteren Agrippina und damit Urenkel des Augustus und Enkel des älteren Drusus.

## Leben
Im Jahr 23 erhielt Drusus die toga virilis, womit er seine Volljährigkeit erreicht hatte. Er wurde zusammen mit seinem älteren Bruder Nero Caesar von seinem Großonkel Tiberius adoptiert und – nachdem dessen eigener Sohn Drusus der Jüngere im gleichen Jahr gestorben war – in einer Senatssitzung in ihrer Bedeutung als potentielle Thronnachfolger offiziell bestätigt und in die Obhut des römischen Senats gegeben. Anlässlich dieses Ereignisses wurde dem Volk ein Congiarium gewährt. Drusus Caesar bekleidete mehrere unterschiedlich hohe Gemeindeämter (Munipizalämter) und war sowohl Pontifex als auch Kaiserpriester (sodalis Augustalis). Im Jahr 25 hatte Drusus Caesar während des mehrtägigen Latinerfestes das Amt des stellvertretenden Stadtpräfekten (praefectus feriarum Latinarum) inne. Drusus Caesar heiratete Aemilia Lepida, eine Tochter des Konsuls des Jahres 6, Marcus Aemilius Lepidus.

### Die Verschwörung des Seianus gegen Nero Caesar
Im Jahr 26 zog sich der Kaiser Tiberius gänzlich von Rom auf die Insel Capri zurück. Die dauerhafte Abwesenheit des Princeps nutzte der Prätorianerpräfekt Seianus dazu aus, eigene politische Ambitionen voranzutreiben und seine Machtstellung weiter auszubauen.
In einer Abfolge von mehreren Intrigen trachtete Seianus danach, zunächst den ersten Nachfolger des Tiberius, Nero Caesar, zu beseitigen. Hierzu erschlich er sich die Unterstützung des Bruders Drusus Caesar, indem er die Rivalität der Brüder um die Erbfolge ausnutzte und Drusus Caesar Hoffnungen auf den Thron suggerierte. Im Jahr 29 wurden Nero Caesar und seine Mutter auf Geheiß des Kaisers wegen verschiedener Vergehen angeklagt und vom Senat verurteilt. Beide wurden auf verschiedene Inseln verbannt, auf denen Nero im Jahr 30 und Agrippina im Jahr 33 verstarben.

### Die Verschwörung des Seianus gegen Drusus Caesar
Infolge der weiteren intriganten Umtriebe des Seianus, an denen nun auch die Ehefrau des Drusus Caesar durch gezielte Verleumdungen beteiligt gewesen sein soll, wurde Drusus Caesar im Jahr 30 auf dem Palatin in einem Kerker festgesetzt. Die Vorwürfe, die der den Seianus unterstützende Ankläger, Senator Lucius Cassius Longinus, dem Drusus Caesar im Senat zur Last legte, lauteten ähnlich wie bei seinem Bruder Nero. Drusus Caesar wurde wegen verschwörerischer Umtriebe zum Feind des Staates (hostis) erklärt und verurteilt.

### Tod des Drusus Caesar
Das Schicksal der Familie blieb nicht ohne Auswirkungen auf das einfache Volk. So soll es Aufmärsche um die Kurie gegeben haben, in denen die Verschonung der Inhaftierten gefordert wurde. In den Vorbereitungen zum Sturz des Seianus sah eine Alternative beim Scheitern des Unternehmens vor, Drusus aus seinem Gefängnis zu führen, um ihn dem Volk präsentieren zu können. Die Intention bestand darin, Seianus als den alleinigen Verantwortlichen für das Schicksal der beliebten Söhne des Germanicus darzustellen, so dass sich die Öffentlichkeit gegen ihn wenden sollte.
Im Jahr 33, zwei Jahre nach der erfolgreichen Beseitigung des Prätorianerpräfekts, verstarb Drusus Caesar in Folge einer Unterernährung in seinem Gefängnis auf dem Palatin. Der für seinen Tod eigentliche Hauptverantwortliche, Kaiser Tiberius, ließ zu seiner Rechtfertigung die Berichte der verdeckten Ermittler und Bewacher vor dem Senat verlesen, welche die Insubordination des Verstorbenen gegen seine Autorität belegen sollten. Aus den Unterlagen ging auch hervor, dass Drusus Caesar in seiner Not die Heufüllung seiner Schlafunterlage zu sich genommen hatte. Im Delirium soll er hierbei Verwünschungen gegen Tiberius ausgestoßen haben, die Misshandlungen durch seine Wächter zur Folge hatten. Auf Anordnung des Princeps wurde die Leiche des Drusus Caesar verbrannt und die Asche verstreut. Laut Tacitus brachte sich die Ehefrau des Drusus Caesar im Jahre 36, drei Jahre nach Drusus’ Hungertod im Gefängnis um, nachdem sie des Ehebruchs angeklagt worden war.
Der einzige überlebende Sohn des Germanicus, der dem Tiberius folgende Kaiser Caligula, ließ zum Gedenken an seinen Bruder Statuen setzen und Münzen mit seinem Abbild prägen. In Bienno wurde eine Inschrift mit Drusus Caesars Namen gefunden, die zu einem Kenotaph gehören könnte.